# Parc des Sports de Sauclières
Der Parc des Sports de Saucliéres ist ein Stadion in Béziers, Frankreich. Es wird derzeit für Fußballspiele genutzt und ist das Heimstadion des AS Béziers. Das Stadion fasst 12.000 Zuschauer.

## Geschichte
Das Stadion wurde 1912 vom Lyoner Architekten Stanislav Dion entworfen. In den 1930er und 1940er Jahren fanden dort Rugbyspiele statt. Zusätzlich wurde die Arena für klassische Konzerte sowie Eiskunstlaufveranstaltungen vermietet. Zwischen 1973 und 1978 folgte eine Schließung, da sich kein Sportverein fand, welcher das Stadion nutzen konnte. Seit 2007 trägt der AS Béziers seine Heimspiele auf der Anlage aus.